# Begraafplaats van On
De Begraafplaats van On is een gemeentelijke begraafplaats in het Belgische dorp On, een deelgemeente van Marche-en-Famenne. Ze ligt langs de Rue des Forgerons op 230 m ten oosten van het dorpscentrum (Sint-Laurentiuskerk). De begraafplaats is aan drie zijden omgeven door een natuurstenen muur en aan de achterzijde door een afsluiting met betonplaten. De hoofdtoegang bestaat uit een dubbel hek tussen natuurstenen zuilen. Centraal staat een monument voor de gesneuvelde militairen en burgerslachtoffers uit de Eerste Wereldoorlog. 

## Brits oorlogsgraf
Rechts van het hoofdpad, ongeveer in het midden, ligt het graf van de Britse sergeant George Oliver Sanford. Hij maakte deel uit van het The Parachute Regiment, A.A.C. en sneuvelde op 5 januari 1945.
Zijn graf wordt onderhouden door de Commonwealth War Graves Commission en staat er geregistreerd onder On Communal Cemetery.